# Gottfried Bohnenblust
Gottfried Bohnenblust (* 14. September 1883 in Bern; † 7. März 1960 in Genf) war ein Schweizer Germanist, Literaturhistoriker, Komponist und Schriftsteller.

## Leben

### Familie
Gottfried Bohnenblust war der Sohn des gleichnamigen Lehrers Gottfried Bohnenblust und wuchs in Wynau auf.
Ab dem 4. Februar 1911 war er mit Adeline Hedwig (* 1888; † 22. November 1955), Tochter von Jakob Robert Weber aus Zürich, verheiratet; die Ehe wurde später geschieden; gemeinsam hatten sie mehrere Kinder.

### Werdegang
Bohnenblust besuchte das Freie Gymnasium Bern und immatrikulierte sich an der Universität Bern zu einem Studium der Theologie und Altphilologie, das er später an der Universität Berlin fortsetzte; 1905 promovierte er mit seiner Dissertation Beiträge zum Topos peri philias zum Dr. phil.
Von 1906 bis 1920 war er als Gymnasiallehrer in Zürich und in Winterthur tätig. In dieser Zeit gehörte unter anderem der spätere Maler Fritz Bernhard zu seinen Schülern.
1919 habilitierte sich Bohnenblust als Privatdozent für deutsche Literatur an der Universität Zürich. Von 1920 bis 1958 wirkte er als ordentlicher Professor für deutsche Sprache und Literatur an der Universität Genf. Von 1921 bis 1953 hielt er auch Vorlesungen am neu geschaffenen Lehrstuhl für deutsche Sprache und Literatur an der Universität Lausanne. Dort wurde Werner Stauffacher, der vorher bei ihm in Genf studiert hatte, sein Nachfolger.
Nach seinem Rücktritt von seinem Professorenamt 1958 wurde er durch die Universität Lausanne zum Honorarprofessor ernannt; ihm folgte an der Universität Genf Maria Bindschedler.

### Gesellschaftliches und schriftstellerisches Wirken
Bohnenblust befasste sich in zahlreichen Veröffentlichungen mit dem Verhältnis der Schweiz zur deutschen Kultur. Er gab Anthologien zur Schweiz heraus, so unter anderem 1914 die Gesammelten Dichtungen Heinrich Leutholds sowie 1941 Die Schweiz in Goethes Werk.
Als Präsident der eidgenössischen Spittelerkommission war er in der Zeit von 1945 bis 1958 massgeblich an der Herausgabe von Carl Spittelers Gesammelten Werken beteiligt.
1955 nahm er an der ersten internationalen Germanistenkonferenz der Internationalen Vereinigung für Germanische Sprach- und Literaturwissenschaft in Rom teil.

### Musikalisches Wirken
Bohnenblust betätigte sich auch als Musiker und Komponist. Er begleitete Sänger auf dem Klavier, sowohl zu Hause als auch in der Öffentlichkeit bei Veranstaltungen. Bereits 1925 wurde er in den Ausschuss des Conservatoire de musique de Genève berufen. In der von ihm gegründeten Société Genevoise d’Études allemandes nahm er auch Musik in den Lehrplan auf.
Seine Vorträge über Musiker wurden später gedruckt.
Der Initiative und der Hartnäckigkeit Bohnenblusts war es zu verdanken, dass die Philosophische Fakultät der Universität Genf seit 1938 über einen regelmässigen Unterricht in Musikwissenschaft verfügte. Mit seiner Unterstützung verlieh die Universität Genf 1949 die Ehrendoktorwürde an die Schweizer Komponisten Frank Martin und Henri Gagnebin.
Mit der einzigen Ausnahme Die Totenklage (op. 2 für Orgel) sind seine Kompositionen vokal.
Ab seinem 35. Lebensjahr komponierte er nicht mehr, weil seine Werke auf keine Resonanz stiessen.
Willy Tappolet (1890–1981) schrieb seinen musikalischen Nachruf.

## Mitgliedschaften
- Von 1921 bis 1922 war Bohnenblust Zentralpräsident der Neuen Helvetischen Gesellschaft, die 1914 in Bern gegründet worden war; ihm folgte der Archivar und Historiker Hans Nabholz[10].
- Als Gründer und Präsident von 1923 bis 1952 der Société Genevoise d'Études allemandes[11] setzte er sich in schwierigen Zeiten für die deutsche Kultur in der Genfer Öffentlichkeit ein.
- Zusammen mit Heinrich Baumgartner, Walter Henzen und Rudolf Hotzenköcherle gründete er 1940 die Akademische Gesellschaft schweizerischer Germanisten (heute Schweizerische Akademische Gesellschaft für Germanistik).
- 1951 wurde er von der Deutschen Akademie für Sprache und Dichtung zum korrespondierenden Mitglied gewählt[12].

## Ehrungen und Auszeichnungen
Gottfried Bohnenblust wurde am 27. August 1932 durch den deutschen Reichspräsidenten Paul von Hindenburg die Goethe-Medaille für Kunst und Wissenschaft verliehen. 1958 erhielt er die Goethe-Medaille in Gold vom Münchner Goethe-Institut zur Pflege der deutschen Sprache im Ausland verliehen.

## Nachlass
Ein Teilnachlass Gottfried Bohnenblusts wird im Schweizerischen Literaturarchiv in Bern verwahrt.

## Werke

### Schriften (Auswahl)
- Beiträge zum Topos peri philias. Gustav Schade, Berlin 1905.
- Gedichte. Huber, Frauenfeld 1912 (Textarchiv – Internet Archive).
- Die Entstehung des stoischen Moralprinzips. In: Archiv für Geschichte der Philosophie. 27. Band. 1914, S. 171–187 (Textarchiv – Internet Archive).
- Heinrich Leuthold: Gesammelte Dichtungen in drei Bänden. Eingeleitet und nach den Handschriften hrsg. von Gottfried Bohnenblust. 3 Bände. Huber, Frauenfeld 1914, Band 1 (archive.org), Band 2 (archive.org), Band 3 (archive.org).
- Vaterländische Erziehung; ein Vortrag gehalten im Burgerratssaal zu Bern, am 25. Mai 1915. Orell Füssli, Zürich 1915.
- Jeremias Gotthelf: Käthi die Grossmutter. Bearbeitet von Gottfried Bohnenblust. E. Rentsch, Erlenbach-Zürich 1916.
- Demokratie und Individualismus. Rascher, Zürich 1917.
- O mein Vaterland – die Schweiz im heimischen Liede des 14. bis 20. Jahrhunderts. Rascher, Zürich 1919.
- Le génie classique et la poésie allemande. La poésie de la Suisse allemande et l’idéal helvétique. Zwei Antrittsreden, die an den Universitäten Genf und Lausanne gehalten wurden. Payot, Lausanne / Genf 1921.
- A Dur. Neue Gedichte. H. Haessel, Leipzig 1922.
- Adolf Frey Lieder und Gesichte (= Die Schweiz im deutschen Geistesleben. Eine Sammlung von Darstellungen und Texten. Hrsg. Harry Maync. 4. Band.) H. Haessel, Leipzig 1922 (archive.org).
- Goethe und Pestalozzi. Bircher, Bern 1923.
- Der Gott Goethes. Vogt-Schild, Solothurn 1926.
- Conrad Ferdinand Meyer; Gottfried Bohnenblust: Das Amulett. G. W. Dietrich, München 1929.
- Das Erbe Goethes. Rede zu des Dichters hundertstem Todestage. E. Frankfurter, Lausanne 1932.
- Goethe und die Schweiz. Huber, Frauenfeld / Leipzig 1932 (= Die Schweiz im deutschen Geistesleben. Bd. 72/73).
- Jahrzehntfeier der Genfer Gesellschaft für Deutsche Kunst und Literatur. Genf 1933.
- mit Theobald Baerwart, Konrad Bänninger: Festliches Jahr: Gedichte zum Vortragen. Rascher, Zürich / Leipzig / Stuttgart 1934.
- Meinrad Lienert. Rede zu seinem Gedächtnis, gehalten in der Tonhalle zu Zürich. Gotthelf-Verlag, Bern 1935.
- Lob der Waadt in deutscher Dichtung. Université Lausanne, Faculté des Lettres, 1937.
- Die Schweiz in Goethes Werk. Eugen Rentsch Verlag, Erlenbach-Zürich 1941.
- Vom Adel des Geistes. Gesammelte Reden. Morgarten-Verlag, Zürich 1943.
- Meinrad Lienert, Gottfried Bohnenblust: Von Lieb und Leid. Huber, Frauenfeld / Leipzig 1943.
- Carl Spitteier, Gottfried Bohnenblust: Gesammelte Werke. Artemis, Zürich 1945–1958.
  - Band 1: Prometheus und Epimetheus. Prometheus der Dulder. 1945.
  - Band 2: Olympischer Frühling. 1945.
  - Band 3: Extramundana. 1945.
  - Band 4: Die Mädchenfeinde. 1945.
  - Band 5: Kleinere Erzählungen. 1945.
  - Band 6: Autobiographische Schriften. 1947.
  - Band 7: Ästhetische Schriften. Lachende Wahrheiten in erweiterter Folge. 1947.
  - Band 8: Land und Volk. 1947.
  - Band 9: Aus der Werkstatt. 1950.
  - Band 10: Geleitband 1 und 2. 1958.
- Carl Spitteler. Dichter und Heimat. P. Haupt, Bern 1945.
- Spitteler als Erzieher. Artemis, Zürich 1945.
- Carl Spitteler in der Erinnerung seiner Freunde und Weggefährten. Gespräche – Zeugnisse – Begegnungen. Hrsg.: Leonhard Beriger. Artemis, Zürich 1947, S. 186.
- Carl Spitteler; Gottfried Bohnenblust: Olympischer Frühling. Entstehung und Erläuterungen. Artemis, Zürich / Stuttgart 1958.
- mit Wilhelm Altwegg, Robert Faesi: Einführung in den Geleitband zu Carl Spittelers Gesammelten Werken. Artemis, Zürich / Stuttgart 1958.

### Gedichte, Aufsätze und Publikationen (Auswahl)
- Ästhetische Erziehung. In: Berner Rundschau. Halbmonatsschrift für Dichtung, Theater, Musik und bildende Kunst in der Schweiz. Band 1. 1906–1907, doi:10.5169/seals-748272#492, S. 481–488.
- Individuation. In: Neue Wege: Beiträge zu Religion und Sozialismus. Band 6. 1908, S. 183 (e-periodica.ch).
- Nach der Schöpfung. In: Neue Wege: Beiträge zu Religion und Sozialismus. Band 12. 1908, S. 366 (e-periodica.ch).
- Zum neuen Tavel. In: Wissen und Leben. Band 2. 1908, S. 81–87 (e-periodica.ch).
- Hermann Kutter. Eine Skizze. In: Wissen und Leben. Band 2. 1908, doi:10.5169/seals-751136#301, S. 284–294.
- Anthrope. In: Neue Wege: Beiträge zu Religion und Sozialismus. Band 1. 1909, doi:10.5169/seals-131988#14, S. 1.
- Vom Rechte der Gedankenlyrik. In: Wissen und Leben. Band 4. 1909, doi:10.5169/seals-749371#72, S. 63–79.
- Karfreitag und Ostern. In: Neue Wege: Beiträge zu Religion und Sozialismus. Band 5. 1911, doi:10.5169/seals-132490#137, S. 121.
- Eine neue Phaedra. In: Wissen und Leben. Band 8. 1911, S. 675–677 (e-periodica.ch).
- Lyrismus und Philosophie: Freunde oder Feinde? In: Wissen und Leben. Band 9. 1911–1912, S. 188–198 (e-periodica.ch).
- Antike Geisteskultur und moderne Erziehung. In: Wissen und Leben. Band 10. 1912, doi:10.5169/seals-750678#186, S. 167–176.
- Antike Geisteskultur und moderne Erziehung (Schluss). In: Wissen und Leben. Band 10. 1912, doi:10.5169/seals-764106#269, S. 249–259.
- Vom Wesen des Griechentums. In: Wissen und Leben. Band 10. 1912, S. 528–536 (e-periodica.ch).
- Dieses Ideal ist zersprungen. In: Wissen und Leben. Band 15. 1914–1915, doi:10.5169/seals-750312#641, S. 631–634.
- Zwölf Sprüche. In: Neue Wege: Beiträge zu Religion und Sozialismus. Band 8. 1916, S. 362 (e-periodica.ch).
- Keller über Gotthelf. In: Wissen und Leben. Band 19. 1917, doi:10.5169/seals-751089#515, S. 510–513.
- Das Problem der Originalität. In: Wissen und Leben. Band 22. 1919–1920, doi:10.5169/seals-750095#312, S. 301–318.
- Haussprüche von Gottfried Bohnenblust. In: Heimatschutz. Zeitschrift der Schweizerischen Vereinigung für Heimatschutz. Heft 3, 1921, doi:10.5169/seals-171992#72, S. 50.
- Zum Gedächtnis Adolf Freys. In: Die Schweiz. Schweizerische Illustrierte Zeitung. Band 25. 1921, doi:10.5169/seals-571892#97, S. 77–83.
- Das Bild Conrad Ferdinand Meyers. In: Die Schweiz. Schweizerische Illustrierte Zeitung. Band 26. 1923, S. 134–140 (e-periodica.ch).
- Die Dichtung der deutschen Schweiz in doppeltem Bilde. In: Neue Schweizer Rundschau. Heft 5. 1933–1934, S. 293–303 (e-periodica.ch).
- Vom Recht der freien Volksgemeinschaft. In: Neue Schweizer Rundschau. Heft 3. 1934–1935, doi:10.5169/seals-758891#37, S. 28–37.
- Bach. In: Neue Schweizer Rundschau. Heft 3. 1935–1936, doi:10.5169/seals-759229#139, S. 129–137.
- Die erste Geschichte der Schweizer Mystik. In: Neue Schweizer Rundschau. Heft 9. 1935–1936, doi:10.5169/seals-759270#557, S. 547–552.
- Joseph Victor Widmann. In: Neue Schweizer Rundschau. Heft 7. 1941–1942, doi:10.5169/seals-759625#703, S. 690–700.
- Zum Gedächtnis. In: Schwyzerlüt. Zytschrift für üsi schwyzerische Mundarte. Heft 6–8. 1942, doi:10.5169/seals-179529#298, S. 77–78.
- Joseph Victor Widmann. Rede zu seinem hundertsten Geburtstage (gekürzte Fassung einer Luzerner Rede vom 20. Februar 1942). In: Neue Schweizer Rundschau. Heft 11. März 1942, doi:10.5169/seals-759625#703, S. 690–699.
- Morgenlied. In: Schwyzerlüt. Zytschrift für üsi schwyzerische Mundarte. Heft 1–2. 1943, S. 40 (e-periodica.ch).
- Abendlied. In: Schwyzerlüt. Zytschrift für üsi schwyzerische Mundarte. Heft 1–2. 1943, S. 53 (e-periodica.ch).
- Pestalozzis Zuversicht. In: Schweizer Monatshefte. Zeitschrift für Politik, Wirtschaft, Kultur. Heft 6. 1944–1945, S. 360–368 (e-periodica.ch).
- Wilhelm Raabe und Eduard de Morsier. In: Neue Schweizer Rundschau. Band 12. 1944–1945, doi:10.5169/seals-759391#286, S. 285–288.
- Spitteler als Erzieher. In: Schweizerische Lehrerzeitung. Band 90. 1945, S. 505–525 (e-periodica.ch).
- Spittelers hundertster Geburtstag. In: Schweizer Monatshefte. Zeitschrift für Politik, Wirtschaft, Kultur. Heft 1. 1945–1946, S. 39–50 (e-periodica.ch).
- Goethe an der Pforte seines dritten Jahrhunderts. Rede an der Goethefeier der Universität Genf. In: Stultifera navis. Mitteilungsblatt der Schweizerischen Bibliophilen-Gesellschaft. 1950, S. 66–71 (e-periodica.ch).
- Persönliche Erinnerungen an Carl Spitteler. doi:10.5169/seals-869853#8. Études de Lettres. Revue de la Faculté des lettres de l’Université de Lausanne. Band 4. 1961, S. 3–10.

### Kompositionen (Auswahl)
- Sechzehn geistliche Lieder, für vierstimmigen gemischten Chor, hauptsächlich für kirchliche Feiertage, op. I. Gustav Grunau, Bern 1906.
- Totenklage in g-Moll, für Orgel, op. II. Josef Selling, München.
- Psalm 126: Wenn Jahwe Zion herstellt, für Sopran, mit Orgel-, Harmonium- oder Klavierbegleitung, op. III. Josef Selling, München.
- Vier Lieder, für tiefe Stimme und Klavier, op. IV. Josef Selling, München.
- Dreizehn Lieder, für Sopran und Klavier, op. V. Josef Selling, München.
- Requiem (Conrad Ferdinand Meyer), op. V, 1, Manuskript.
- Der Herr wird seinem Volke Kraft geben, Motette für gemischten Chor und Orgel, op. VI, 1. Gustav Grunau, Bern 1907.
- Festchor (Johann Howald), für gemischten Chor a cappella, op. VI, 2. Gustav Grunau, Bern 1907.
- Anneli, wo bist du gsi, Schweizer Volkslied, mit Klavierbegleitung, 1907, Manuskript.
- Vier Lieder (Meinrad Lienert) für eine Singstimme und Klavier, op. VII. Hüni, Zürich.
- Lobe den Herrn, meine Seele, Motette für vierstimmigen gemischten Chor mit Orgel- oder Klavierbegleitung, op. VII, 1.
- Nun aber bleibet Glaube, Liebe, Hoffnung, diese drei, aber die Liebe ist die grösste unter ihnen, Motette für vier gemischte Stimmen mit Orgel- oder Klavierbegleitung, op. VII, 2.
- Drei Kanon im Einklang, für vier und fünf Stimmen, N09 1 und 3; a cappella, Nr. 2; mit Orgel, op. VIII. Hüni, Zürich.
- Vier Marien-Lieder (Anonyme Dichter), für eine Singstimme und Klavier, op. IX. Hüni, Zürich.
- Drei Kanons zu Weihnachten, für vier bis sechs hohe Stimmen nach Texten aus dem Mittelalter, op. 11.
- Weihnachts-Kanon, für vier Frauenstimmen nach dem Hymnus Magnificat von Konrad von Haimburgs († 1360).
- Abendstern. 1. Heft, Zwölf Choräle aus fünf Jahrhunderten, für gemischten Chor, op. XII. Hüni, Zürich.
- Abendstern, 2. Heft, Zwölf geistliche Gesänge für vier bis sechs Stimmen (gemischter Chor), op. XIII. Hüni, Zürich.
- Recordare, Motette für vier Frauenstimmen, op. XIV, 1.
- Quant' è bella giovinezza (Lorenzo de’ Medici), für Sopran und Klavier, Manuskript.
- Sammlung von Volksliedern Im Röseligarte (Greyerz), Bern 1914, Francke, für Klavier und Gitarre. Fünfzehn Lieder aus dieser Sammlung arrangiert für vier Männerstimmen und acht Militärlieder für vier Stimmen.
  - Ein nüves Lied zue lob undeer dem edlen baren zue Bern, 1536, für vier Stimmen, von Anton de Bruck, übersetzt von Gottfried Bohnenblust, Manuskript.
  - Das Fraubrunnerlied, 1798, nach einer Berner Volksmelodie, bearbeitet von Gottfried Bohnenblust, Manuskript.
  - Letzte Strophen für Schweizerstier, 1584, nach der alten Melodie von Tannhauser, arrangiert von Gottfried Bohnenblust, Manuskript.
  - Das Kappelerlied, von Ulrich Zwingli, 1529, für eine, vier und sechs Stimmen, bearbeitet von Gottfried Bohnenblust.
- Heimliche Liebe von Adolf Frey. Vertont durch Gottfried Bohnenblust. In: Die Schweiz: schweizerische illustrierte Zeitschrift, Band 24. 1924. S. 62.